# Écarlate

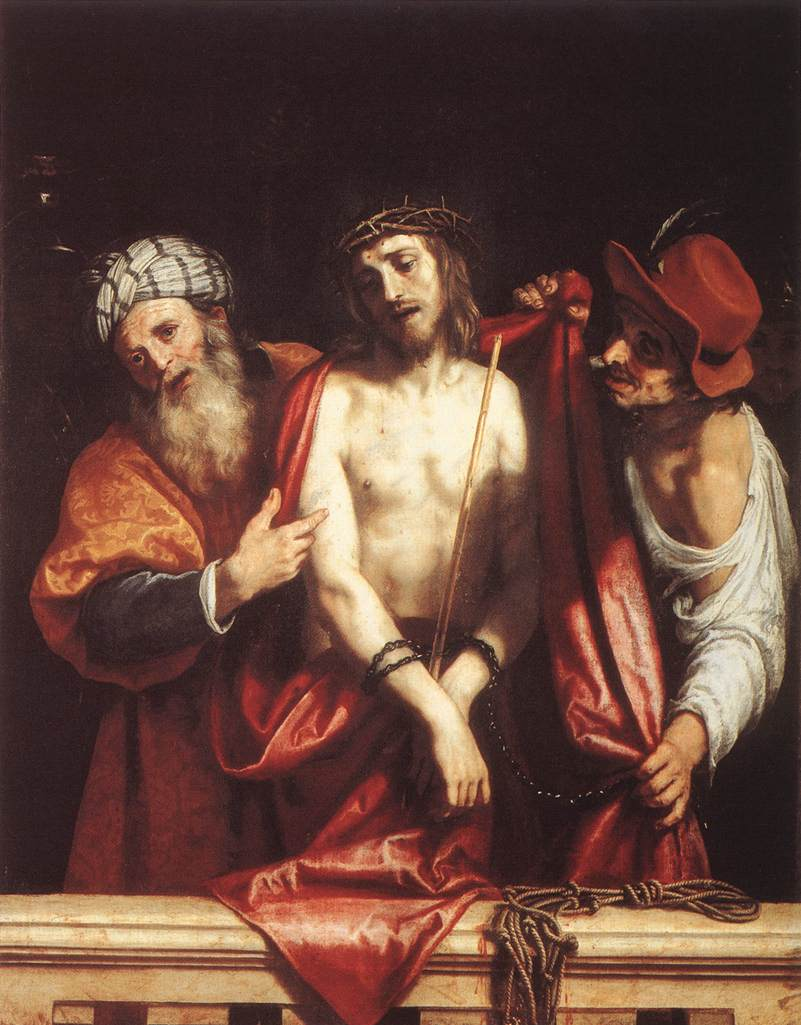
Ecce homo de Lodovico Cigoli, 1607. Christ au manteau écarlate.

Pour les articles homonymes, voir Écarlate (homonymie).
L'écarlate est une teinte d'un rouge vif.
Le terme écarlate s'emploie comme un superlatif de rouge. Au XVIIe siècle, il est synonyme de pourpre, au sens d'insigne d'honneur et de puissance. « On lui mit sur les épaules une robe d'écarlate toute usée, et dans la main un roseau comme à un Roi imaginaire et ridicule » ; « quant au rouge vermeil, ou couleur d'écarlate, encore qu'elle soit composée et artificielle, son excellence & l'estime qu'on en a tousjours fait, & particulièrement les Anciens, parmi lesquels les seuls Roys & Princes en estoient vêtus, nous oblige d'en parler ». Écarlate n'a jamais pris un sens technique précis et généralement accepté.

## Étymologie, histoire et grammaire
La couleur écarlate, du terme perse سقرلات saqerlât, est nommée d'après la teinture correspondante extraite d'un insecte parasite du chêne, la cochenille ou « kermès ». Venu d'Orient par le biais de l’Espagne musulmane, sous le nom d'« alkermès », mais connu dès l'Antiquité gréco-romaine, ce pigment carmin, très onéreux, servait à la teinturerie et à la médecine.
Le processus de teinture exige d'abord le mordançage, et selon le procédé, on obtient des nuances différentes. Avec de l'alun, on obtient des carmins, avec de l'étain, des nuances tirant vers l'orangé. À la fin du XIXe siècle, « les nuances avec reflet jaune portent le nom d'écarlate, celles avec reflet rouge sont connues sous le nom de ponceau ».
Le nom, comme d'autres, est passé, à travers les siècles, de l'indication d'une matière, une étoffe rouge vif à la désignation d'un pigment, puis, dès 1615, à celle d'une couleur, qui a pu être obtenue, au cours du temps, par différents procédés, d'abord à partir de la cochenille, mais aussi de la garance, ou par les oxydes de fer des couleurs de Mars. Au XXe siècle, le rouge de cadmium était l'écarlate canonique, l'emportant sur les autres par son pouvoir couvrant et sa stabilité à la lumière. Mais nombre de couleurs vendues comme rouge de cadmium contiennent en réalité des pigments organiques comme la quinacridone.
Pour la teinture de textiles, les colorants à base d'aniline et notamment colorants azoïques ont supplanté, au cours du dernier quart du XIXe siècle, les colorants naturels.
En biologie, l'épithète spécifique coccinea signifie « écarlate », comme chez le chêne écarlate (Quercus coccinea) ou parfois cochenille, comme chez l'hygrocybe cochenille (Hygrocybe coccinea).

### Grammaire
En français, les adjectifs de couleur qui proviennent de noms d'objets sont invariables (des robes marron, et non pas marronnes) ; « écarlate » est une des exceptions à cette règle (si tant est que écarlate ait jamais désigné autre chose qu'une couleur), et prend donc un s au pluriel : des robes écarlates.

## Nuanciers
Au XIXe siècle, Chevreul entreprend de repérer les couleurs les unes par rapport aux autres et par rapport aux raies de Fraunhofer visibles dans le spectre solaire. Il indique : « La couleur écarlate, la plus ordinaire, appartient au 3 rouge, et en est le 10° ton » : 3 rouge 10 ton.
Le Répertoire de couleurs de la Société des chrysanthémistes de 1905 indique que « le véritable Écarlate provient de la Cochenille traitée par la crème de tartre et le chlorure d'étain. On compte aujourd'hui une vingtaine d'Écarlates fabriqués avec des dérivés de la Houille ». Il témoigne aussi d'une divergence à propos de cette couleur. Elle se vend sous le nom de cinabre de géranium chez Lefranc et sous celui de rouge vermillon chez Lorilleux. La Laque écarlate de Bourgeois est, pour les auteurs, couleur fraise, fraise écrasée pour les tons clairs, et le Rouge écarlate du même marchand leur semble Rouge Brasier, no 79 (RC).
Les marchands de couleurs contemporains proposent 070 Écarlate ; écarlate ; éc. Cadmium, Laque écarlate.

## Usage
- Dans l'armée britannique du XIXe siècle, les hommes du rang et sous-officier portaient une tenue rouge ordinaire, teinte à la garance, tandis que les officiers avaient un manteau écarlate, se distinguant par une teinte plus vive, et une teinture plus chère.
- L’eau écarlate est le nom commercial, « dénomination de fantaisie » déposée par le droguiste Burdel en 1861[15], d'une composition employée pour enlever les taches de graisse sur les étoffes, contenant de la benzine, de l'éther de pétrole et de l'essence de bergamote, et censée revivifier particulièrement le rouge[16].
- Comme rouge vif, « écarlate » a été choisi pour exprimer un niveau supérieur de l'alerte sécuritaire en France (plan Vigipirate), plus élevé que jaune, orange et rouge.